# مطار تنزينغ هيلاري
مطار تنزينغ هيلاري (إياتا: LUA، إيكاو: VNLK)أو كما يسمى مطار لوكلا، هو مطار صغير يقع في قرية لوكلا شرقي نيبال. برنامج بعنوان أكثر المطارات قسوة (Most Extreme Airports)، تم بثه على قناة التاريخ التلفزيونية في عام 2010، صنف المطار على أنه المطار الأكثر خطورة في العالم لأكثر من 20 عامًا.
المطار مشهور لأن لوكلا هو المكان الذي يبدأ فيه معظم الناس التسلق إلى معسكر جبل إيفرست. هناك رحلات يومية بين لوكلا وكاتماندو خلال ساعات النهار في الطقس الجيد. على الرغم من أن مسافة الطيران قصيرة، إلا أن المطر يتساقط عادة في لوكلا بينما يكون الجو مشرقاً في كاتماندو. غالبًا ما تعني الرياح العاتية والغطاء السحابي وتغيير الرؤية إمكانية تأجيل الرحلات الجوية أو إغلاق المطار. المطار محاط بسياج مشبك وتحرسه الشرطة النيبالية المسلحة أو الشرطة المدنية على مدار الساعة.

## شركات الطيران

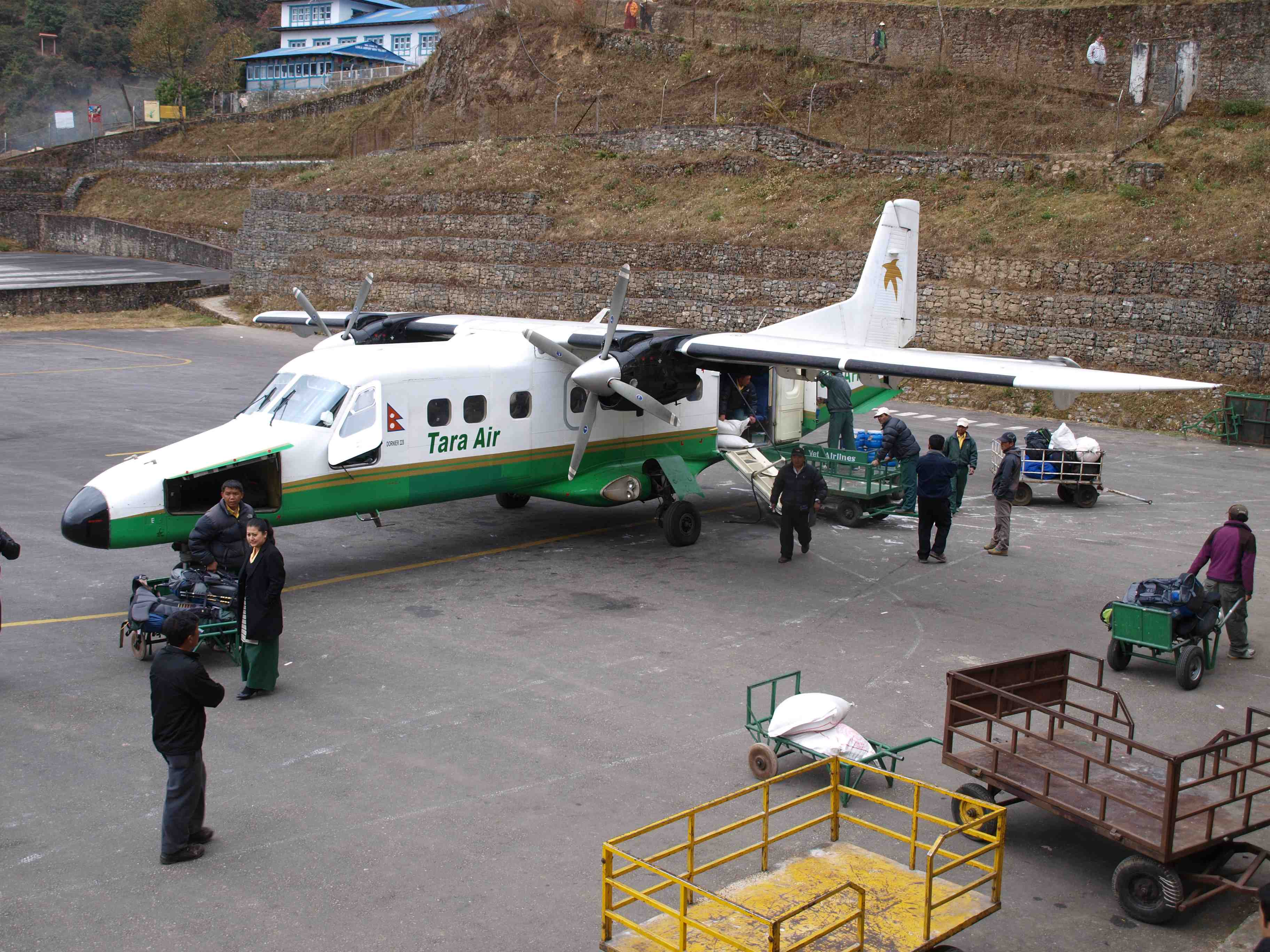
طائرة Dornier Do 228 التابعة لشركة Tara Air في مطار تنزينغ-هيلاري، نيبال – مشهد من الطيران في الهيمالايا، نوفمبر 2009

| شركـات طيـران | الوجهات                                     |
| ------------- | ------------------------------------------- |
| Sita Air      | مطار تريبوفان الدولي، Manthali              |
| Summit Air    | مطار تريبوفان الدولي، Manthali              |
| Tara Air      | مطار تريبوفان الدولي، Manthali عارض: Phaplu |